# The March
The March (ook wel bekend als The March to Washington) is een Amerikaanse documentaire uit 1964 onder regie van James Blue. De film volgt Martin Luther King tijdens zijn vredesmars naar Washington D.C. in 1963. De film diende als educatief materiaal voor mensen buiten de Verenigde Staten. Hij werd dan ook pas in 1990 officieel uitgebracht in de VS. In 2008 werd de film toegevoegd aan het National Film Registry.